# IC 3633
IC 3633 ist eine elliptische Zwerggalaxie vom Hubble-Typ dE2 im Sternbild Jungfrau auf der Ekliptik. Sie ist schätzungsweise 88 Millionen Lichtjahre von der Milchstraße entfernt und hat einen Durchmesser von etwa 15.000 Lichtjahren. Unter der Katalognummer VCC 1826 wird sie als Mitglied des Virgo-Galaxienhaufens aufgeführt.

Im selben Himmelsareal befinden sich u. a. die Galaxien NGC 4596, NGC 4608, IC 3602, IC 3634.
Das Objekt wurde am 10. Mai 1904 von Royal Harwood Frost entdeckt.